# Thérèse (strip)
Thérèse is een stripalbum dat voor het eerst is uitgegeven in april 1999 met Jean-Philippe Stassen als schrijver, tekenaar en inkleurder en Yves Amateis als grafisch ontwerper. Deze uitgave werd uitgegeven door Dupuis in de collectie vrije vlucht.
De strip volgt het lot van twee mensen. Thérèse is een jonge, dikke vrouw die stilaan een mooi meisje wordt. Ze is verliefd op Momo, maar die kwijnt langzaam weg en gaat kapot aan de drank.